# Branchioscorpionina
Sous-ordre
Les Branchioscorpionina sont un sous-ordre de scorpions fossiles.

## Classification des scorpions fossiles
†Bilobosternina
- - †Dolichophonidae Petrunkevitch, 1953
    - †Dolichophonus Petrunkevitch, 1949

  - †Branchioscorpionidae Kjellesvig-Waering, 1986
    - †Branchioscorpio Kjellesvig-Waering, 1986

†Holosternina
- †Acanthoscorpionoidea Kjellesvig-Waering, 1986
  - †Acanthoscorpionidae Kjellesvig-Waering, 1986
    - †Acanthoscorpio Kjellesvig-Waering, 1986

  - †Stenoscorpionidae Kjellesvig-Waering, 1986
    - †Stenoscorpio Kjellesvig-Waering, 1986
- †Allopalaeophonoidea Kjellesvig-Waering, 1986
  - †Allopalaeophonidae Kjellesvig-Waering, 1986
    - †Allopalaeophonus Kjellesvig-Waering, 1986
- †Archaeoctonoidea Petrunkevitch, 1949
  - †Archaeoctonidae Petrunkevitch, 1949
    - †Archaeoctonus Pocock, 1911
    - †Pseudoarchaeoctonus Kjellesvig-Waering, 1986
- †Eoctonoidea Kjellesvig-Waering, 1986
  - †Allobuthiscorpiidae Kjellesvig-Waering, 1986
    - †Allobuthiscorpius Kjellesvig-Waering, 1986
    - †Aspiscorpio Kjellesvig-Waering, 1986

  - †Anthracoscorpionidae Fritsch, 1904
    - †Allobuthus Kjellesvig-Waering, 1986
    - †Anthracoscorpio Kusta, 1888
    - †Coseleyscorpio Kjellesvig-Waering, 1986
    - †Lichnoscorpius Petrunkevitch, 1949

  - †Buthiscorpiidae Kjellesvig-Waering, 1986
    - †Buthiscorpius Petrunkevitch, 1953

  - †Eoctonidae Kjellesvig-Waering, 1986
    - †Eoctonus Petrunkevitch, 1913

  - †Garnettiidae Dubinin, 1962
    - †Garnettius Petrunkevitch, 1953
- †Gigantoscorpionoidea Kjellesvig-Waering, 1986
  - †Gigantoscorpionidae Kjellesvig-Waering, 1986
    - †Gigantoscorpio Størmer, 1963
    - †Petaloscorpio Kjellesvig-Waering, 1986
- †Mesophonoidea Wills, 1910
  - †Centromachidae Petrunkevitch 1953
    - †Anthracochaerilus Kjellesvig-Waering, 1986
    - †Centromachus Thorell and Lindström, 1885
    - †Opsieobuthus Kjellesvig-Waering, 1986
    - †Phoxiscorpio Kjellesvig-Waering, 1986
    - †Pulmonoscorpius Jeram, 1994

  - †Heloscorpionidae Kjellesvig-Waering, 1986
    - †Heloscorpio Kjellesvig-Waering, 1986

  - †Liassoscorpionididae Kjellesvig-Waering, 1986
    - †Liassiscorpionides Bode, 1951

  - †Mazoniidae Petrunkevitch 1913
    - †Mazonia Meek and Worthen, 1868

  - †Mesophonidae Wills, 1910
    - †Mesophonus Wills, 1910

  - †Willsiscorpionidae Kjellesvig-Waering, 1986
    - †Willsiscorpio Kjellesvig-Waering, 1986
- †Palaeoscorpioidea
  - †Palaeoscorpiidae Lehmann, 1944
    - †Palaeoscorpius Lehmann, 1944

  - †Hydroscorpiidae Kjellesvig-Waering, 1986
    - †Hydroscorpius Kjellesvig-Waering, 1986
- †Proscorpioidea Scudder, 1885
  - †Proscorpiidae Scudder, 1885
    - †Archaeophonus Kjellesvig-Waering, 1966
    - †Proscorpius Whitfield, 1885

  - †Labriscorpionidae Kjellesvig-Waering, 1986
    - †Labriscorpio Leary, 1980

  - †Waeringoscorpionidae Størmer, 1970
    - †Waeringoscorpio Størmer, 1970
- †Spongiophonoidea
  - †Praearcturidae Kjellesvig-Waering, 1986
    - †Praearcturus Woodward, 1871

  - †Spongiophonidae Kjellesvig-Waering, 1986
    - †Spongiophonus Wills, 1947
- †Stoermeroscorpionoidea Kjellesvig-Waering, 1986
  - †Stoermeroscorpionidae Kjellesvig-Waering, 1986
    - †Stoermeroscorpio Kjellesvig-Waering, 1986

†Lobosternina
- †Isobuthoidea Fric, 1904
  - †Eobuthidae Kjellesvig-Waering, 1986
    - †Eobuthus Fric, 1904

  - †Eoscorpiidae Scudder 1884
    - †Eoscorpius Meek & Worthen, 1868
    - †Eskiscorpio Kjellesvig-Waering, 1986
    - †Trachyscorpio Kjellesvig-Waering, 1986

  - †Isobuthidae Petrunkevitch 1913
    - †Isobuthus Fric, 1904
    - †Boreoscorpio Kjellesvig-Waering, 1986
    - †Bromsgroviscorpio Kjellesvig-Waering, 1986
    - †Feistmantelia Fric, 1904

  - †Kronoscorpionidae Kjellesvig-Waering, 1986
    - †Kronoscorpio Kjellesvig-Waering, 1986

  - †Pareobuthidae Kjellesvig-Waering, 1986
    - †Pareobuthus Wills, 1959
- †Loboarchaeoctonoidea Kjellesvig-Waering, 1986
  - †Loboarchaeoctonidae Kjellesvig-Waering, 1986
    - †Loboarchaeoctonus Kjellesvig-Waering, 1986
- †Palaeophonoidea
  - †Palaeophonidae Thorell & Lindström, 1885
    - †Palaeophonus Thorell and Lindström, 1884

  - †Paraisobuthidae Kjellesvig-Waering, 1986
    - †Leioscorpio Kjellesvig-Waering, 1986
    - †Paraisobuthus Kjellesvig-Waering, 1986

  - †Scoloposcorpionidae Kjellesvig-Waering, 1986
    - †Benniescorpio Wills, 1960
    - †Scoloposcorpio Kjellesvig-Waering, 1986

  - †Telmatoscorpionidae Kjellesvig-Waering, 1986
    - †Telmatoscorpio Kjellesvig-Waering, 1986

  - †Pseudobuthiscorpiidae Kjellesvig-Waering, 1986
    - †Pseudobuthiscorpius Kjellesvig-Waering, 1986

  - †Wattisoniidae Kjellesvig-Waering, 1986
    - †Wattisonia Wills, 1960

  - †IS
    - †Brontoscorpio Kjellesvig-Waering, 1972

†Mesosternina
- †Cyclophthalmoidea Petrunkevitch 1913
  - †Cyclophthalmidae Petrunkevitch 1913
    - †Cyclophthalmus Corda, 1835

  - †Microlabiidae Kjellesvig-Waering, 1986
    - †Microlabis Corda, 1839
- †Palaeobuthoidea Kjellesvig-Waering, 1986
  - Palaeobuthidae Kjellesvig-Waering, 1986
    - †Palaeobuthus Petrunkevitch, 1913
    - †Gymnoscorpius Jeram, 1994
    - †Hubeiscorpio Walossek, Li & Brauckmann, 1990
    - †Palaeomachus Pocock, 1911
    - †Titanoscorpio Kjellesvig-Waering, 1986
    - †Waterstonia Kjellesvig-Waering, 1986

†IS
- -     - †Tiphoscorpio Kjellesvig-Waering, 1986
    - †Mioscorpio Kjellesvig-Waering, 1986
    - †Gallioscorpio Lourenço et Gall, 2004